# Tylophora erubescens
Tylophora erubescens är en oleanderväxtart som först beskrevs av Liede och Meve, och fick sitt nu gällande namn av S. Liede. Tylophora erubescens ingår i släktet Tylophora och familjen oleanderväxter. Inga underarter finns listade i Catalogue of Life.